# Lionheart (película de 1990)
Lionheart es una película estadounidense de acción, drama y artes marciales de 1990  dirigida por Sheldon Lettich. Está protagonizada por Jean-Claude Van Damme.

## Argumento
Leon Gaultier (Jean-Claude Van Damme) cumple servicio en un fuerte de la Legión Extranjera Francesa en Yibuti, África Oriental, cuando recibe una carta desde Los Ángeles de su cuñada Hélène (Lisa Pelikan) pidiéndole que vaya a ver a su hermano moribundo, ya que fue quemado vivo durante un negocio de drogas que salió mal, sin embargo sus superiores se muestran inflexibles cuando le niegan el permiso por lo que León escapa de la Legión y se pone en camino a través del desierto, hasta un astillero en la costa, donde encuentra trabajo a bordo de un vapor que se dirige a los Estados Unidos. El Comandante de la Legión, anticipándose a su destino, envía a dos agentes a Los Ángeles para llevarlo de regreso a una corte marcial por deserción.
Leon llega a Nueva York pero carece de dinero para viajar hasta Los Ángeles hasta que ve una pelea callejera ilegal dirigida por un vagabundo llamado Joshua (Harrison Page) con quien traba amistad cuando se ofrece como voluntario para pelear y derrota fácilmente a su oponente. Impresionando, Joshua lo lleva a conocer a Cynthia (Deborah Rennard), una organizadora sin escrúpulos de luchas clandestinas para la élite rica. 
Cynthia acepta patrocinar a Leon, apodándolo "Lionheart" y prepara una pelea que Leon gana con un solo golpe, tras lo cual Joshua pide como favor a Cynthia que los lleve a ambos a Los Ángeles. Cuando Leon llega al hospital descubre que su hermano ha muerto y sus asesinos fueron detenidos, pero Hélène y su hija Nicole (Ashley Johnson) están agobiadas por las deudas, sin embargo ella rechaza hablar o recibir ayuda de su cuñado molesta porque Leon no se presentó inmediatamente cuando lo llamó.
Leon decide ayudar a Hélène y Nicole en secreto. A través de Cynthia, se une al circuito local de peleas callejeras y hace que Joshua entregue las ganancias a su cuñada fingiendo que el dinero proviene de un seguro de vida que supuestamente había contratado su marido en secreto. Leon derrota a varios luchadores de alto perfil y pronto se hace una reputación como una apuesta segura. 
Al ver que Leon no se queda con sus ganancias y rechaza sus repetidos avances, Cynthia se pone celosa de Hélène; al mismo tiempo, los agentes de la Legión vigilan el apartamento de Hélène y finalmente intentan capturar a Leon que es salvado por el asistente de Cynthia pero sufre una costilla rota. Hélène, que ha presenciado el ataque, descubre la verdad sobre la póliza de seguro y finalmente hace las paces con Leon.
Cynthia, molesta por la cercanía que León ha desarrollado con Hélène y Nicole, organiza una pelea para apostadores multimillonarios que secretamente manipula para que Leon pierda; para ello contrata a Atila (Abdel Qissi), un luchador invicto cuyo estilo incluye dar a sus oponentes la ilusión de estar derrotándolo, solo para acabarlos después de forma cruel y sanguinaria; además, como parte de su venganza, Cynthia acepta entregar a Leon a los legionarios después de la pelea por lo que los invita al lugar. Para asegurarse de hacer una fortuna, Cynthia convence a todos los apostadores, por medio una cinta editada, que Atila es un luchador débil al que Leon acabará fácilmente, mientras ella apuesta toda su fortuna por Atila. 
Al darse cuenta de que Leon está herido, Joshua intenta sin éxito disuadirlo de la pelea y pronto descubre el plan de Cynthia, pero esta lo convence de no advertir a Leon y en su lugar imitarla y apostar por Atila. A medida que avanza la pelea, Atila nota y aprovecha la costilla lastimada de Leon pero cuando este parece haber ganado tras derribar repetidamente a su oponente, un arrepentido Joshua le ruega a Leon que se rinda y le ofrece dividir las ganancias de su propia apuesta. Esto enfurece a Leon, que reúne las fuerzas que le quedan para derrotar a Atila con una serie de patadas y puñetazos brutales. 
Cynthia queda arruinada al ser incapaz de encarar las apuestas a favor de Leon que promocionó entre los multimillonarios y queda a merced de sus acreedores. Los legionarios toman a Leon bajo custodia pero, conmovidos por el vínculo con su familia le permiten huir y quedarse con su familia y Joshua.

## Reparto
| Actor                   | Personaje                 |
| ----------------------- | ------------------------- |
| Jean-Claude Van Damme   | Léon Gaultier             |
| Harrison Page           | Joshua Eldridge           |
| Deborah Rennard         | Cynthia                   |
| Lisa Pelikan            | Hélène Gaultier           |
| Ashley Johnson          | Nicole Gaultier           |
| Ash Adams               | Francois Gaultier         |
| Brian Thompson          | Russell                   |
| George McDaniel         | Asistente de Cynthia      |
| Voyo Goric              | Sargento Hartog           |
| Michel Qissi            | Moustafa                  |
| Abdel Qissi             | Attila                    |
| Magic Schwartz          | Peleador de raquetball    |
| Paco Christian Prieto   | Peleador de la piscina    |
| Stuart F. Wilson        | Peleador escocés          |
| Jeff Langton            | Peleador de Cynthia       |
| Tony "Satch" Williams   | Peleador del garaje       |
| James Brewster Thompson | Peleador monstruo de N.Y. |

## Recepción
Lionheart fue la primera cinta de Van Damme lanzada al cine por uno de los estudios de mayor importancia en Hollywood, la Universal Pictures. Se estrenó el 11 de enero de 1991. Contó con un presupuesto estimado de $6 millones de dólares y recaudó a nivel mundial un aproximado de $24 millones.